# قائمة قلاع سوريا

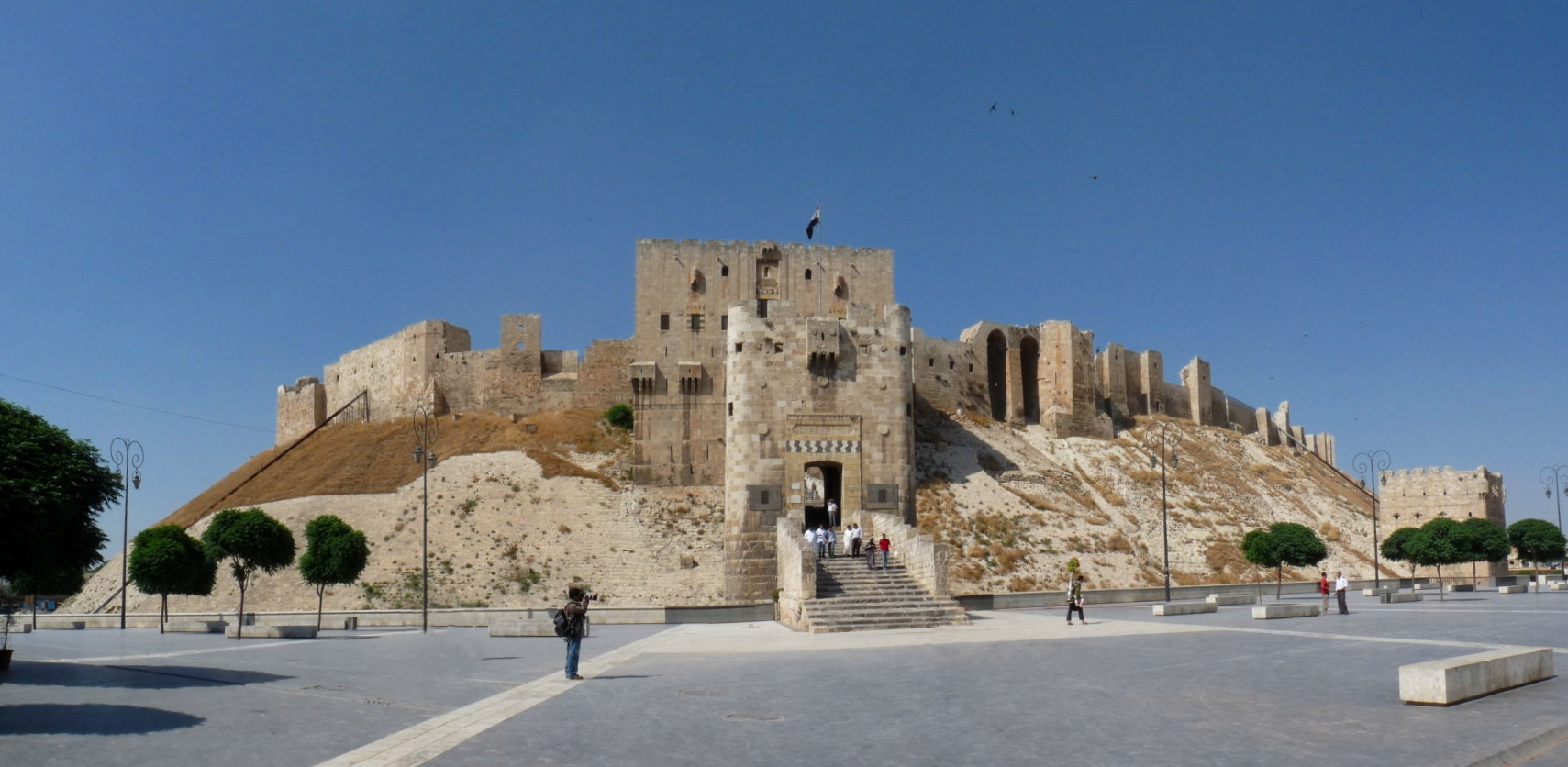
قلعة حلب

قائمة قلاع سوريا يوجد في سورية 83 قلعة وحصن، وهذه قائمة بأهم القلاع والحصون الموجودة في سوريا.

## قلاع وحصون سوريا

### طرطوس
- قلعة الخوابي[1]
- قلعة أرواد[2]
- قلعة الكهف
- قلعة العليقة
- قلعة القوز
- قلعة تخلة
- قلعة العريمة
- قلعة المجدل
- قلعة يحمور
- قلعة المرقب[3]
- قلعة القدموس[4]
- قلعة الشيخ ديب
- حصن سليمان
- قلعة أم الحوش

### حماة[5]
- قلعة حماة[6]
- قلعة مصياف[7]
- قلعة المضيق[8]
- قلعة شميميس
- قلعة شيزر[9]
- قلعة أبو قبيس[10]
- قلعة الربا
- قلعة بعرين
- قلعة الرحية
- قلعة الرصافة
- قلعة الحوايس

### الرقة
- قلعة الرقة
- قلعة جعبر[11]
- قلعة برزية
- قلعة دبسي فرج

### اللاذقية
- قلعة صلاح الدين الأيوبي (ضمن لائحة التراث العالمي) [12]

- قلعة بني قحطان[13]
- قلعة المنيقة
- قلعة المهالبة
- قلعة جبلة ومدرجها
- قلعة العيدو

### حلب
- قلعة حلب[14]
- قلعة سمعان[15]
- قلعة نجم( منبج)
- قلعة باسوطة

### حمص
- قلعة الحصن (ضمن لائحة التراث العالمي) [12]

- قلعة حمص[16]
- قلعة طوبان

### إدلب
- قلعة ميرزا
- قلعة بكاس
- قلعة الشغور
- قلعة حارم[17]
- قلعة أبو سفيان

### تدمر
- قلعة فخر الدين المعني (قلعة ابن معن)
- قصر الحير الشرقي
- قصر الحير الغربي - قصر الحير الغربي

### السويداء
- قلعة صلخد
- قلعة السويداء

### دمشق
- قلعة دمشق[18]
- قلعة جندل

### درعا
- قلعة بصرى

### دير الزور
- قلعة الحلبية
- قلعة زلبيا - w:Zelabiye Castle
- قلعة الرحبة أو رحبة مالك بن طوق[19]
- قلعة دير الزور

### الحسكة
- قلعة سكرة

### القنيطرة
- قلعة بانياس أو الحصن
- قلعة الجندل
- قلعة الصبيبية أو نمرود